# Circulaspis fistulella
Circulaspis fistulella är en insektsart som beskrevs av Ferris 1938. Circulaspis fistulella ingår i släktet Circulaspis och familjen pansarsköldlöss. Inga underarter finns listade i Catalogue of Life.